# Pickering (cràter)
Pickering és un petit cràter d'impacte localitzat al nord-est de la plana del desgastat cràter Hiparc, a la zona plana que ocupa la regió central de la Lluna. Es troba al nord-est del cràter Horrocks, situat dins d'Hiparc. Al sud-est es troba el cràter inundat de lava Saunder.

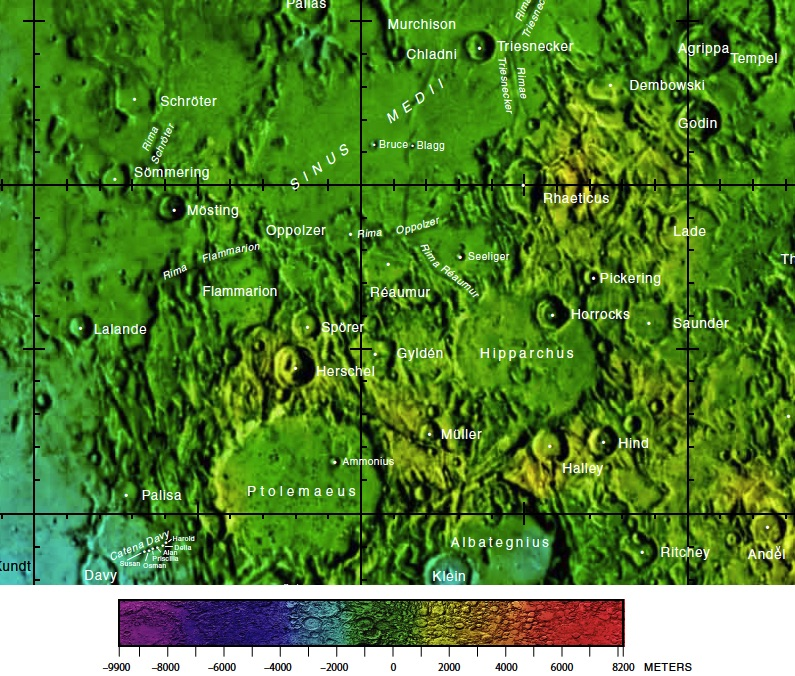
Localització de Pickering (al centre de la meitat dreta de la imatge)

És un impacte amb forma de bol, amb una vora circular que ha sofert molt poc desgast. Té un sistema de marques radials que s'estén al llarg d'uns 160 quilòmetres.

## Cràters satèl·lit
Per convenció aquests elements són identificats en els mapes lunars posant la lletra en el costat del punt central del cràter que està més proper a Pickering.
|           | \| Pickering \| Coordenades \| Diàmetre \| \| --------- \| -------------------------------- \| -------- \| \| A \| 1° 30′ S, 7° 06′ E / 1.5°S,7.1°E \| 5 km \| \| B \| 2° 06′ S, 7° 24′ E / 2.1°S,7.4°E \| 6 km \| \| C \| 1° 30′ S, 6° 06′ E / 1.5°S,6.1°E \| 4 km \| |          |
| Pickering | Coordenades | Diàmetre |
| A         | 1° 30′ S, 7° 06′ E / 1.5°S,7.1°E | 5 km     |
| B         | 2° 06′ S, 7° 24′ E / 2.1°S,7.4°E | 6 km     |
| C         | 1° 30′ S, 6° 06′ E / 1.5°S,6.1°E | 4 km     |